# 사수도
| Daedongyeojido (Gyujanggak) 20-04.jpg |
| Daedongyeojido (Gyujanggak) 21-01.jpg |

사수도(泗水島) 또는 장수도(獐水島)는 전라남도 완도군 소안면의 소안도로부터 남쪽으로 22 km, 제주특별자치도 제주시 추자면의 하추자도로부터 동쪽으로 28 km 떨어져 있는 면적 0.139 km2의 무인도로, 제주시와 완도군 사이의 분쟁 지역이었다. '사수도'는 제주시 쪽에서 부르는 이름, '장수도'는 완도군 쪽에서 부르는 이름이다.
사수도 일원은 천연기념물 제333호 제주 사수도 바닷새류(흑비둘기, 슴새) 번식지로 지정, 보호되고 있다.

## 행정 구역 분쟁
현재 실질적으로는 제주시 범위 안에 있으며, 제주해양경비안전청이 순찰을 하고 있다. 완도군 쪽에서는 제주시의 사수도에 대한 자료가 완도군보다 미비하고 잘못된 곳이 많다며 사수도라는 이름이 본래는 장수도와는 다른 암초에 붙은 이름이라고 주장하였다.
분쟁과 관련해 북제주군은 2005년 11월 30일 대한민국 헌법재판소에 제소했으며, 2008년 12월 26일에 헌법재판소는 이 섬이 제주특별자치도에 속한다고 결정하였다.

## 참고 문헌
- 북제주군과 완도군 등 간의 권한쟁의, 2005헌라11.